# Рівнокрилі бабки
Рівнокрилі бабки (Zygoptera) — підряд комах ряду бабок.

## Загальні відомості
У рівнокрилих передні та задні крила вузькі, майже однакової форми, у спокої підняті вгору і притиснуті один до одного; в різнокрилих крила різні формою, у спокої розпластані в сторони, задня пара з розширеними підставами. Довжина крила 10—94 мм, черевця 14—120 мм.
Харчуються рівнокрилі комахами, хапаючи здобич на льоту. Винищують комарів, мошок та ін. шкідливих комах, чим приносять користь. Можуть шкодити, поширюючи протогонімоз — небезпечне захворювання свійських птиць.
Вони спарюються на льоту. Вторинний копулятивний апарат самців високо спеціалізований і не має аналогів серед комах. Яйця відкладають у воду або тканини водних рослин, рідше в мокрий ґрунт. Личинки розвиваються у воді, дихають зябрами. В личинок рівнокрилих трахейні зябра на хвостових придатках, в личинок різнокрилих — ректальні зябра — на стінках прямої кишки, періодично заповнюваною водою. Перетворення неповне. В личинок сильно подовжена нижня губа, твірна хапального органу — маски. При захваті видобутку вона викидається вперед, у спокої прикриває голову знизу. Личинки бабки теж хижаки, харчуються личинками водних комах, інколи нападають на пуголовків і мальків риб; своєю чергою, служать їжею для риб. Після закінчення розвитку личинки виходять з води й прикріпляються до рослин або нерівностей ґрунту. Останнє линяння відбувається на суші поблизу водоймища. Деякі види бабки можуть відлітати на великі відстані від водоймищ. При масових перельотах плямиста бабка Libellula quadrimaculata утворює суцільну смугу протяжністю в десятки км.
Серед рівнокрилих вирізняють понад 4500 видів, більшість з яких мешкає в тропіках і вологих субтропіках. На території колишнього СРСР 165 видів, широко поширених по всій території, за винятком посушливих областей.

## Класифікація
- Calopterygoidea (Selys, 1850)
  - Amphipterygidae (Selys, 1853)
  - Calopterygidae (Selys, 1850)
  - Euphaeidae (Selys, 1853)
  - Chlorocyphidae (Cowley, 1937)
  - Dicteriadidae (Selys, 1853)
  - Polythoridae (Munz, 1919)
- Coenagrionoidea (Kirby, 1890)
  - Стрілки — Coenagrionidae[1]
  - Isostictidae
  - Platycnemididae
  - Platystictidae
  - Protoneuridae
  - Pseudostigmatidae
- Hemiphlebioidea (Fraser, 1960)
  - Hemiphlebiidae (Fraser, 1960)
- Lestoidea (Calvert, 1901)
  - †Austroperilestidae (M. D. Uhen 2010)
  - Lestidae (Calvert, 1901)
  - Lestoideidae (Van Tol, 1995)
  - Megapodagrionidae (Tillyard, 1917)
  - Chorismagrionidae (Fraser, 1957)
  - Coryphagrionidae (Pinhey, 1962)
  - Perilestidae (Fraser, 1957)
  - Synlestidae (Tillyard, 1917)